# Amtshauptmannschaft Flöha
Die Amtshauptmannschaft Flöha war eine Verwaltungseinheit in Sachsen. Sie bestand vom 15. Oktober 1874 bis zum 31. Dezember 1938 und danach als Landkreis Flöha bis zum 24. Juni 1952. Ihr Gebiet gehört heute größtenteils zum Landkreis Mittelsachsen in Sachsen.

## Geschichte
Am 15. Oktober 1874 wurden im Königreich Sachsen im Rahmen einer umfassenden Verwaltungsreform neue Kreishauptmannschaften und Amtshauptmannschaften eingerichtet, auf Grundlage des Gesetzes über die Organisation der Behörden für die innere Verwaltung vom 21. April 1873 in Verbindung mit der Durchführungsverordnung vom 20. August 1874. Aus den Bezirken der Gerichtsämter Augustusburg (ohne die Gemeinden Euba, Großwaltersdorf und Kleinhartmannsdorf), Frankenberg, Oederan, Zschopau (ohne die Gemeinde Kemtau) und der Gemeinde Hohndorf vom Gerichtsamt Wolkenstein wurde die neue Amtshauptmannschaft  Flöha gebildet. Der Aufgabenbereich der Gerichtsämter bleibt von diesem Zeitpunkt an auf Justizangelegenheiten beschränkt.

## Amtshauptleute und Landräte
- 15. Oktober 1874 – 30. März 1882: Paul von Weissenbach
- 1. April 1882 – 30. April 1882: Anselm Rumpelt (interim)
- 1. Mai 1882  – 22. Februar 1884: Maximilian Forker-Schubauer
- 1. März 1884 – 30. September 1892: Julius von Gehe[2][3]
- 3. Oktober 1892 – 31. März 1897: Hans von Teubern
- 1. April 1897 – 28. Februar 1901: Hugo von Loeben
- 1. April 1901 – 30. Juni 1904: Kurt Morgenstern
- 1. Juli 1904 – 2. September 1909: Karl Dost
- 1. November 1909 – 31. Oktober 1910: Ernst Thiele
- 1. November 1910 – 1919: Franz R. Edelmann
- 1919–1921: Friedrich Ilberg
- 1921–1923: Wolfgang Schettler
- 1923–1925: Bernhard Kuhnt
- 1925–1934: Richard Oesterhelt, nach ihm ist die Oesterhelt-Brücke in Braunsdorf (Niederwiesa) benannt.
- 1934–1. November 1937: Helmuth Haupt
- 1938–1944: Woldemar Kalkoff
- 1944–1945: Paul Zimmermann
- 8. Mai 1945 – Juli 1945: Pawlowski
- August 1945 – Dezember 1946: Glöckner
- Dezember 1946 – Januar 1947: Herbert Liebscher (kommissarisch)
- 14. Januar 1947 – 1950: Richard Engelmann
- 1950: Anneliese Gebel (kommissarisch)

## Verwaltungssitz
Mit Wirkung vom 15. Oktober 1874 erhielt Flöha den Sitz der Amtshauptmannschaft. Damit war es das einzige Dorf in Sachsen, das eine Amtshauptmannschaft erhielt. Zunächst hatte sie ihre Amtsräume im Haus des Gemeindevorstandes Liebert am Schulberg in Flöha. Vom Sommer 1875 an wurde im heutigen Ortsteil Plaue gebaut; Einzug wurde im Oktober 1876 gefeiert.

## Landkreis Flöha
Aufgrund reichseinheitlicher Regelung wurden die sächsischen Amtshauptmannschaften ab dem 1. Januar 1939 in Landkreise umbenannt.
Der Landkreis Flöha existierte bis zu den Kreisreformen in der DDR im Juli 1952 in diesen Grenzen, am 25. Juni 1952 wurde er in die Kreise Flöha, Zschopau, Hainichen und Chemnitz-Land aufgeteilt.

## Übergeordnete Institution
Nachdem die Amtshauptmannschaft Flöha zunächst zur Kreishauptmannschaft Zwickau gehört hatte, wurde sie am 1. Oktober 1900 mit den Amtshauptmannschaften Annaberg, Chemnitz, Glauchau und Marienberg der neuen Kreishauptmannschaft Chemnitz untergeordnet.

## Gliederung
Der Amtshauptmannschaft gehörten 1910 61 Kommunen, darunter 3 Städte und 58 Gemeinden, an. Einzelne selbständige Gutsbezirke waren gesondert aufgeführt, sind aber in den Einwohnerzahlen der umliegenden Gemeinden aufgeführt.
| Stadt                              | Stadt                       | Einwohnerzahl | Gemeinde                                                                    | Gemeinde        | Einwohnerzahl | selbständiger Gutsbezirk (1. Dez. 1900) | Einwohnerzahl |
| ---------------------------------- | --------------------------- | ------------- | --------------------------------------------------------------------------- | --------------- | ------------- | --------------------------------------- | ------------- |
| AMTSHAUPTMANNSCHAFT gesamt: 98.018 |                             |               |                                                                             |                 |               | selbständiger Gutsbezirk (1. Dez. 1900) | Einwohnerzahl |
| Städte                             | Städte                      | 28.784        | Gemeinden                                                                   | Gemeinden       | 69.234        | selbständiger Gutsbezirk (1. Dez. 1900) | Einwohnerzahl |
| 1                                  | Frankenberg                 | 13.576        | 4                                                                           | Ebersdorf       | 5.269         | Landesanstalten Sachsenburg             | 294           |
| 2                                  | Zschopau                    | 6.732         | 5                                                                           | Eppendorf       | 4.879         | Rittergut Lichtenwalde                  | 84            |
| 3                                  | Öderan                      | 5.985         | 6                                                                           | Flöha           | 3.875         | Rittergut Erdmannsdorf                  | 78            |
| 10                                 | Augustusburg                | 2.491         | 7                                                                           | Leubsdorf       | 2.887         | Rittergut Börnichen                     | 57            |
|                                    |                             |               | 8                                                                           | Plaue-Bernsdorf | 2.796         | Rittergut Auerswalde                    | 44            |
| 9                                  | Borstendorf                 | 2.721         | Rittergut Wingendorf                                                        | 42              |               |                                         |               |
| 11                                 | Dittersdorf                 | 2.458         | Gut Dittersdorf                                                             | 41              |               |                                         |               |
| 12                                 | Krumhermersdorf             | 2.333         | Kammergut Sachsenburg                                                       | 31              |               |                                         |               |
| 13                                 | Grünhainichen               | 2.248         | Rittergut Weißbach                                                          | 27              |               |                                         |               |
| 14                                 | Falkenau                    | 2.189         | Gut Neubau                                                                  | 14              |               |                                         |               |
| 15                                 | Auerswalde                  | 1.959         | Staatsforstrevier Frankenberg                                               | 9               |               |                                         |               |
| 16                                 | Niederwiesa                 | 1.935         | Rittergut Schlößchen-Porschendorf                                           | 8               |               |                                         |               |
| 17                                 | Weißbach                    | 1.784         | Staatsforstrevier Augustusburg                                              | 6               |               |                                         |               |
| 18                                 | Waldkirchen                 | 1.756         | Staatsforstrevier Borstendorf                                               | 6               |               |                                         |               |
| 19                                 | Erdmannsdorf                | 1.689         | Staatsforstrevier Dittersdorf[Anm. 1 am Tabellenende]                       | 0               |               |                                         |               |
| 20                                 | Oberwiesa                   | 1.681         | Rittergut Krumhermersdorf                                                   | 0               |               |                                         |               |
| 21                                 | Gornau                      | 1.584         | Staatsforstrevier Lengefeld (Anteil)[Anm. 2 am Tabellenende]                | 0               |               |                                         |               |
| 22                                 | Marbach                     | 1.448         | Staatsforstrevier Plaue                                                     | 0               |               |                                         |               |
| 23                                 | Börnichen bei Grünhainichen | 1.318         |                                                                             |                 |               |                                         |               |
| 24                                 | Gahlenz                     | 1.241         |                                                                             |                 |               |                                         |               |
| 25                                 | Dorfschellenberg            | 1.196         |                                                                             |                 |               |                                         |               |
| 26                                 | Witzschdorf                 | 1.179         |                                                                             |                 |               |                                         |               |
| 27                                 | Niederlichtenau             | 1.092         |                                                                             |                 |               |                                         |               |
| 28                                 | Garnsdorf                   | 999           |                                                                             |                 |               |                                         |               |
| 29                                 | Sachsenburg                 | 979           |                                                                             |                 |               |                                         |               |
| 30                                 | Oberlichtenau               | 924           |                                                                             |                 |               |                                         |               |
| 31                                 | Thiemendorf                 | 875           |                                                                             |                 |               |                                         |               |
| 32                                 | Schlößchen Porschendorf     | 809           |                                                                             |                 |               |                                         |               |
| 33                                 | Gückelsberg                 | 730           |                                                                             |                 |               |                                         |               |
| 34                                 | Hohenfichte                 | 725           |                                                                             |                 |               |                                         |               |
| 35                                 | Mühlbach                    | 717           |                                                                             |                 |               |                                         |               |
| 36                                 | Dittmannsdorf               | 709           |                                                                             |                 |               |                                         |               |
| 37                                 | Dittersbach                 | 689           |                                                                             |                 |               |                                         |               |
| 38                                 | Lichtenwalde                | 683           |                                                                             |                 |               |                                         |               |
| 39                                 | Grünberg                    | 646           |                                                                             |                 |               |                                         |               |
| 40                                 | Merzdorf                    | 571           |                                                                             |                 |               |                                         |               |
| 41                                 | Gunnersdorf                 | 543           |                                                                             |                 |               |                                         |               |
| 42                                 | Hennersdorf                 | 535           |                                                                             |                 |               |                                         |               |
| 43                                 | Schönerstadt                | 523           |                                                                             |                 |               |                                         |               |
| 44                                 | Hohndorf                    | 494           |                                                                             |                 |               |                                         |               |
| 45                                 | Kunnersdorf                 | 453           |                                                                             |                 |               |                                         |               |
| 46                                 | Altenhain                   | 436           |                                                                             |                 |               |                                         |               |
| 47                                 | Görbersdorf                 | 427           |                                                                             |                 |               |                                         |               |
| 48                                 | Breitenau                   | 426           |                                                                             |                 |               |                                         |               |
| 49                                 | Frankenstein                | 421           |                                                                             |                 |               |                                         |               |
| 50                                 | Memmendorf                  | 375           |                                                                             |                 |               |                                         |               |
| 51                                 | Börnichen bei Öderan        | 350           |                                                                             |                 |               |                                         |               |
| 52                                 | Kirchbach                   | 336           |                                                                             |                 |               |                                         |               |
| 53                                 | Irbersdorf                  | 330           |                                                                             |                 |               |                                         |               |
| 54                                 | Braunsdorf                  | 300           |                                                                             |                 |               |                                         |               |
| 55                                 | Metzdorf                    | 291           |                                                                             |                 |               |                                         |               |
| 56                                 | Hausdorf                    | 284           |                                                                             |                 |               |                                         |               |
| 57                                 | Wingendorf                  | 271           |                                                                             |                 |               |                                         |               |
| 58                                 | Hartha                      | 247           |                                                                             |                 |               |                                         |               |
| 59                                 | Hetzdorf                    | 219           |                                                                             |                 |               |                                         |               |
| 60                                 | Neudörfchen                 | 206           | [Anm. 1] 1924 Umbenennung in Einsiedel                                      |                 |               |                                         |               |
| 61                                 | Ortelsdorf                  | 194           | [Anm. 2] Umbenennung in Heinzebank (mit Fiskalischem Kalkwerk Neunzehnhain) |                 |               |                                         |               |

## Gebietsveränderungen
Zwischen 1918 und 1925 wurden die Gutsbezirke, die nicht im Eigentum des Freistaates Sachsen waren den umliegenden Gemeinden zugeordnet.
In den Jahren 1948 bis 1949 wurden die staatlichen Gutsbezirke (Forstreviere) den umliegenden Gemeinden zugeordnet, zum Teil infolge der Bodenreform.
| Datum                  | Gemeinde bzw. Gutsbezirk                      | Anmerkung |
| ---------------------- | --------------------------------------------- | --- |
| zwischen 1878 und 1883 | Gutsbezirk Rittergut Weißbach mit Dittersdorf | Teilung des selbständigen Gutsbezirkes in selbständigen Gutsbezirk Rittergut Weißbach und in selbständigen Gutsbezirk Gut Dittersdorf                        |
| 1. März 1891           | Jägerhof                                      | Eingemeindung nach Schellenberg (Augustusburg) |
| 1. Juni 1899           | Schellenberg                                  | Umbenennung in Augustusburg |
| 1. Januar 1914         | Niederwiesa                                   | Zusammenschluss mit Oberwiesa zur Gemeinde Wiesa |
| 1. Januar 1914         | Oberwiesa                                     | Zusammenschluss mit Niederwiesa zur Gemeinde Wiesa |
| 1915                   | Wiesa                                         | Umbenennung in Niederwiesa |
| 27. November 1918      | Waldkirchen                                   | Umbenennung in Waldkirchen-Zschopenthal |
| 1. Juli 1919           | Ebersdorf                                     | Eingemeindung nach Chemnitz |
| 5. November 1919       | Dorfschellenberg                              | Umbenennung in Schellenberg |
| 1. April 1920          | Gückelsberg                                   | Eingemeindung nach Flöha |
| 1. Januar 1921         | Thiemendorf                                   | Eingemeindung nach Breitenau |
| 1. Februar 1922        | Metzdorf                                      | Eingemeindung nach Hohenfichte |
| 1. Juni 1924           | Gutsbezirk Staatsforstrevier Dittersdorf      | Umbenennung in selbständigen Gutsbezirk Staatsforstrevier Einsiedel                                                                                          |
| 1. Juni 1924           | Gutsbezirk Staatsforstrevier Lengefeld        | Umbenennung in selbständigen Gutsbezirk Staatsforstrevier Heinzebank (ein Teil gehört zur Amtshauptmannschaft Marienberg)                                    |
| 1. April 1927          | Hetzdorf                                      | Teileingemeindung nach Breitenau und Falkenau, gleichzeitig Auflösung der Gemarkung Hetzdorf                                                                 |
| 1. April 1929          | Kunnersdorf                                   | Eingemeindung nach Erdmannsdorf |
| 1. Juli 1934           | Neudörfchen                                   | Eingemeindung nach Dittersbach |
| 1. Juli 1935           | Großwaltersdorf                               | Zuordnung zur Amtshauptmannschaft Flöha von der Amtshauptmannschaft Freiberg, ohne Ortsteil Neuwaltersdorf (Eingliederung in die Gemeinde Großhartmannsdorf) |
| 1. Oktober 1939        | Plaue-Bernsdorf                               | Umbenennung in Plaue |
| 1. Oktober 1939        | Schlößchen-Porschendorf                       | Umbenennung in Schlößchen |
| 1. Oktober 1939        | Waldkirchen-Zschopenthal                      | Umbenennung in Waldkirchen |
| 19. Juli 1949          | Gutsbezirk Landesanstalt Sachsenburg          | Teileingemeindung nach Irbersdorf und Sachsenburg |
| 1. Juli 1950           | Ortelsdorf                                    | Eingemeindung nach Gunnersdorf |
| 1. Juli 1950           | Dittersdorf                                   | Zuordnung zum Landkreis Chemnitz |
| 1. Juli 1950           | Bockendorf                                    | Zuordnung zum Landkreis Flöha vom Landkreis Döbeln |
| 1. Juli 1950           | Eulendorf                                     | Zuordnung zum Landkreis Flöha vom Landkreis Döbeln |
| 1. Juli 1950           | Langenstriegis                                | Zuordnung zum Landkreis Flöha vom Landkreis Döbeln |
| 1. Juli 1950           | Riechberg                                     | Zuordnung zum Landkreis Flöha vom Landkreis Döbeln |